# Freeform hardcore
La freeform hardcore si può considerare una "ricostituita" happy hardcore e trancecore mischiata assieme, con la rimozione di tutti i suoni "infantili" caratteristici della happy hardcore e tutte le melodie "epiche" della trancecore.
Ciò che ne risulta è un genere estremamente ossessivo, spesso paragonato ad una futuristica e aggressiva versione della trance-progressive delle origini.

## Artisti
- Alek Szahala
- Kevin Energy
- Douglas
- Sharkey
- Scott Majestic
- A.B
- Justrich
- Transcend
- Aryx
- Substanced
- Kounta Kulture